# Vito Volterra
Vito Volterra (3. května 1860 Ancona – 11. října 1940 Řím) byl italský matematik a fyzik. Je známý pro své příspěvky k matematické biologii a řešení integrálních rovnic.

## Život
Narodil se v Anconě v Papežském státu (dnes Itálie) v chudé židovské rodině. Projeval matematické nadání. Věnoval se geometrii a také problému tří těles. Navštěvoval přednášky ve Florencii a od roku 1878 studoval na univerzitě v Pise u Bettiho. V roce 1882 získal doktorát z fyziky za práci v oblasti hydrodynamiky.
V roce 1883 se stal profesorem mechaniky v Pise a po smrti Enrica Bettiho nastoupil na jeho jako profesor matematické fyziky. V roce 1892 byl v Turíně jmenován profesorem mechaniky. V roce 1900 se stal profesorem matematické fyziky na univerzitě v Římě.
Pracoval na teorii funkcionálů, což mu umožnilo přispět do oblasti integrálních a integrodiferenciálních rovnic. Pomocí svého funkcionálního počtu ukázal, že postupy z Hamiltonovské mechaniky při integrace diferenciálních rovnic lze použít také v jiných oblastech matematické fyziky. Publikoval také články o parciálních diferenciálních rovnicích (zvláště rovnici cylindrických vln).
Studoval Volterrovu integrální rovnici a zabýval se použitím funkcionální analýzy při řešení integrálních rovnic.
V roce 1905 byl zvolen do italského parlamentu.
Za první světové války sloužil Volterra u letectva. Po válce se vrátil na univerzitu v Římě, kde se začal zabývat matematickou biologií. Studoval Verhulstovu rovnici a logistickou křivku.
Po nástupu fašismu v Itálii v roce 1922 se proti němu v italském parlamentu postavil. Fašistická vláda po rozpuštění parlamentu (1930) donutila Volterru v roce 1931 opustit Univerzitu v Římě. Od roku 1932 pobýval v zahraničí.
Krátce před svou smrtí v roce 1940 se vrátil do Říma.